# Участники группы Megadeth
Участники Megadeth
Megadeth — американская трэш-метал-группа, созданная гитаристом/вокалистом Дэйвом Мастейном после его увольнения из Metallica.  В первый состав, образованный в 1983 году после смены названия с Fallen Angels, входили Мастейн и Робби Маккинни (гитары), вокалист Лор Кейн и басист Мэтт Кисселштейн. В настоящее время в состав группы входят постоянный участник Мастейн, басист Джеймс Ломенцо (с 2006 по 2010 год и с 2021 года), барабанщик Дирк Вербурен (с 2016 года) и гитарист Теэму Мянтюсаари (с 2023 года).

## История
Первоначальный состав Megadeth просуществовал недолго. Басиста группы Мэтта Киссельштейна заменил уроженец Миннесоты Дэвид Эллефсон, а гитариста Робби Маккинни заменил уроженец той же Миннесоты Грег Хандевидт (который был соседом Эллефсона по комнате). Лор Кейн, первый вокалист группы, пел на демо-записи 1983 года, хотя и он тоже покинул группу. 
Первым барабанщиком группы был Дижон Каррутерс. Летом 1983 года его заменил Ричард Гирод, хотя Каррутерс вернулся осенью и несколько раз репетировал с группой. Следующий барабанщик, Бретт Фредериксон, присоединился к группе в ноябре 1983 года,  хотя он решил покинуть группу из-за занятости на работе и в учёбе.
После ухода Кейна Мастейн играл с разными вокалистами, включая Билли Бондса и Джона Сайриса, а затем сам занялся вокалом. В начале 1984 года группа выпускает демозапись своих песен с новым барабанщиком Крисом Макклюром, заменившим Каррутерса. Вскоре Макклюр уступил место Ли Раушу, тогда как гитарист группы Slayer Керри Кинг играл с Megadeth на концертах, пока тому не была найдена постоянная замена. Этот состав был недолгим и уже после нескольких выступлений Рауш был заменен на джаз/фьюжн барабанщика Гара Самуэльсона, а вторым гитаристом стал Крис Поланд. В 1985 году во время концертного тура в поддержку дебютного релиза Killing Is My Business... and Business Is Good! Поланд покидает группу и временно заменяется Майком Альбертом, но в октябре того же года он возвращается незадолго до начала работы над вторым альбомом Peace Sells... but Who's Buying?. После проблем, связанных со злоупотреблением алкоголем и наркотиками, Мастейн увольняет Поланда и Самуэльсона перед записью третьего альбома So Far, So Good... So What! Музыканты были заменены на Джеффа Янга и Чака Белера соответственно.
В течение мирового турне в поддержку So Far, So Good… Мастейн увольняет Белера, а затем и Янга. В июле 1989 года место за барабанами занимает Ник Менца. После длительных поисков второго гитариста выбор останавливается на Марти Фридмане, который официально вошёл в состав группы в феврале 1990 года. Этот состав оставался неизменным почти восемь лет, пока травма колена не вынудила Менцу покинуть тур на время хирургической операции. Его временно (как казалось изначально) заменяет Джимми Деграссо. Однако во время фестиваля Ozzfest в 1998 году Деграссо входит в состав на постоянной основе. После выпуска очередного альбома Risk Megadeth отправляются в турне в сентябре 1999 года, во время которого группу покидает Фридман, сославшись на «музыкальные разногласия». В январе 2000 года заменой ему стал гитарист Эл Питрелли. В начале 2002 года Мастейн получает несколько травм, в результате чего объявляет о распаде группы. Спустя почти год после восстановления Мастейн начинает работу над материалом, который должен был войти в его сольный альбом. В записи участвуют сессионные участники: барабанщик Винни Колаюта и бас-гитарист Джимми Ли Слоас. Вскоре проект приостанавливается и Мастейн занимается сведением и переизданием первых восьми альбомов Megadeth под маркой лейбла Capitol Records.
В мае 2004 года Дэйв Мастейн возвращается к недавно записанному материалу, предназначенному для сольного творчества, чтобы выпустить его под маркой «Megadeth» из-за условий контракта с лейблом EMI. Принимается решение о пересоздании группы. Мастейн приглашает музыкантов из «классического» состава Megadeth, который образовался во времена записи альбома Rust in Peace. Менца соглашается, а с Фридманом и Эллефсоном согласие так и не было достигнуто. К написанию гитарных соло-партий к альбому приглашается бывший участник группы Крис Поланд. Вскоре начинается мировой тур Megadeth с новыми постоянными участниками: басистом Джеймсом Макдонау и гитаристом Гленом Дровером. Во время подготовки к турне Менца повторно расстается с группой, так как не смог набрать оптимальную физическую форму для проведения полного турне по США. За пять дней до первого выступления он был заменен Шоном Дровером — братом Глена. В феврале 2006 года группу покидает Макдонау из-за «личных разногласий». Ему на замену приходит Джеймс Ломенцо. Два года спустя на место второго гитариста приходит Крис Бродерик, заменивший Глена Дровера, который решил сосредоточиться на своей семье.
8 февраля 2010 года было объявлено, что басист оригинального состава Дэвид Эллефсон возвращается в группу, заменяя Джеймса Ломенцо.
25 ноября 2014 года группу покинул барабанщик Шон Дровер, а на следующий день об уходе из группы заявил гитарист Крис Бродерик.
В конце марта 2015 года Крис Адлер, барабанщик группы Lamb of God, объявил о своём присоединении к Megadeth для записи следующего альбома, который выйдет в сентябре.
2 апреля 2015 года, к группе в качестве полноправного участника присоединился бразильский гитарист Кико Лорейро.
2 июля 2016 года Крис Адлер закончил своё сотрудничество с группой. 14 июля 2016 года было объявлено о присоединении барабанщика Дирка Вербурена в качестве полноправного участника группы.
В мае 2021 года Дэвид Эллефсон был уволен из Megadeth из-за обвинений в сексуальных домогательствах. Позднее было подтверждено, что дата его увольнения — 14 мая 2021 года. Несколько месяцев спустя было объявлено, что бывший басист Джеймс Ломенцо вернулся в состав для участия в Metal Tour Of The Year. Позже, 31 мая 2022 года, было объявлено, что Ломенцо снова является постоянным участником группы.
В сентябре 2023 года Кико Лорейро объявил, что возьмет перерыв в туре, чтобы провести время со своими детьми, а Теэму Мянтюсаари заменит его до конца тура. Однако в ноябре 2023 года Кико заявил, что продлит свой перерыв, взяв перерыв на неопределенный срок, в то время как Мастейн подтвердил, что группа продолжит работу с Мянтюсаари в качестве гитариста. В том же месяце Лорейро подтвердил, что покинул группу.

## Участники

### Текущий состав
| Фото           | Имя              | Годы                                                                  | Инструменты                                   | Участие в релизах                                                                             |
| -------------- | ---------------- | --------------------------------------------------------------------- | --------------------------------------------- | --------------------------------------------------------------------------------------------- |
| Dave Mustaine  | Дэйв Мастейн     | с 1983 года по 2002 год с 2004 по сей день                            | гитары, ведущий вокал, фортепиано, бас-гитара | Все релизы Megadeth                                                                           |
| James LoMenzo  | Джеймс Ломенцо   | с 2006 по 2010 годы с 2021 по 2022 годы (гастроли) с 2022 по сей день | бас-гитара, бэк-вокал                         | United Abominations (2007), Endgame (2009), «Delivering the Goods» (2022) (Неальбомный сингл) |
| Dirk Verbeuren | Дирк Вербурен    | с 2016 по сей день                                                    | ударные, перкуссия                            | The Sick, the Dying… and the Dead! (2021), «Delivering the Goods» (2022) (Неальбомный сингл)  |
|                | Теэму Мянтюсаари | с 2023 по сей день (гастроли в начале 2023)                           | гитара, бэк-вокал                             | нет                                                                                           |

### Бывшие
| Фото            | Имя               | Годы                                                                 | Инструменты | Участие в релизах |
| --------------- | ----------------- | -------------------------------------------------------------------- | --- | --- |
|                 | Мэтт Кисслелштейн | 1983                                                                 | бас-гитара | нет |
|                 | Робби Маккинни    | 1983                                                                 | гитара | нет |
|                 | Грег Хэндевидт    | 1983                                                                 | гитара | нет |
|                 | Лор Кейн          | 1983                                                                 | вокал | нет |
|                 | Ричард Гирод      | 1983                                                                 | ударные | нет |
|                 | Дэвид Эллефсон    | с 1983 по 2002 годы с 2010 по 2021 годы                              | бас-гитара, бэк-вокал | Все релизы Megadeth с альбома Killing Is My Business... and Business Is Good! (1985) до Rude Awakening (2002) и с Rust in Peace Live (2010) по Dystopia (2016) |
|                 | Джон Сайрис       | 1983                                                                 | ведущий вокал | нет |
|                 | Билли Бондс       | 1983                                                                 | ведущий вокал | нет |
|                 | Брэтт Фредериксон | 1983 (умер в 2019)                                                   | ударные | нет |
|                 | Диджон Каррутерс  | 1983                                                                 | ударные | нет |
|                 | Ли Рауш           | 1984 (умер в 2023)                                                   | ударные | Last Rites demo (1984) |
|                 | Гар Самуэльсон    | с 1984 по 1987 годы (умер в 1999)                                    | ударные | Killing Is My Business… and Business Is Good! (1985) и Peace Sells... but Who's Buying? (1986)                                                                 |
|                 | Крис Поланд       | с 1984 по 1985 с 1985 по 1987 1990 (сессионно) 2004 (сессионно) годы | Killing Is My Business… and Business Is Good! (1985), Peace Sells… but Who’s Buying? (1986), Rust in Peace (1990) (только бонус-треки) и The System Has Failed (2004) | |
|                 | Майк Альберт      | 1985                                                                 | нет | |
|                 | Джей Рейнольдс    | 1987                                                                 | нет | |
|                 | Чак Белер         | с 1987 по 1988 годы                                                  | барабаны | So Far, So Good... So What! (1988) |
|                 | Джефф Янг         | с 1987 по 1988 годы                                                  | гитара | So Far, So Good... So What! (1988) |
|                 | Ник Менца         | с 1989 по 1998 2004 годы (умер в 2016)                               | барабаны, бэк-вокал | Все релизы Megadeth с альбома Rust in Peace (1990) до Cryptic Writings (1997)                                                                                  |
|                 | Марти Фридман     | с 1990 по 2000 годы                                                  | гитара, бэк-вокал | Все релизы Megadeth с альбома Rust in Peace (1990) до Risk (1999)                                                                                              |
|                 | Джимми Деграссо   | с 1998 по 2002 годы                                                  | барабаны, бэк-вокал | Risk (1999), The World Needs a Hero (2001) и Rude Awakening (2002)                                                                                             |
|                 | Эл Питрелли       | с 2000 по 2002 годы                                                  | гитара, бэк-вокал | The World Needs a Hero (2001) и Rude Awakening (2002) |
|                 | Джеймс Макдонау   | с 2004 по 2006 годы                                                  | бас-гитара, бэк-вокал | Thе System Has Failed (2004) Arsenal of Megadeth (2006) и That One Night Live in Buenos Aires (2007)                                                           |
|                 | Глен Дровер       | с 2004 по 2008 годы                                                  | гитара, бэк-вокал | That One Night: Live in Buenos Aires (2007) и United Abominations (2007)                                                                                       |
| Shawn Drover    | Шон Дровер        | с 2004 по 2014 годы                                                  | барабаны, перкуссия | Все релизы, начиная с The System Has Failed (2004) до Super Collider (2013)                                                                                    |
| Chris Broderick | Крис Бродерик     | с 2008 по 2014 годы                                                  | гитара, бэк-вокал | Все релизы, начиная с Endgame (2009) до Super Collider (2013)                                                                                                  |
| Kiko Loureiro   | Кико Лорейро      | с 2015 по 2023                                                       | гитары, акустическая гитара, бэк-вокал, фортепиано | Dystopia (2016), The Sick, the Dying… and the Dead! (2021) и Delivering the Goods (2022) (Неальбомный сингл)                                                   |
| Chris Adler     | Крис Адлер        | с 2015 по 2016 годы                                                  | ударные, перкуссия | Dystopia (2016) |

### Сессионные музыканты
| Фото | Имя                                                                                    | Годы            | Инструменты | Релиз |
| ---- | -------------------------------------------------------------------------------------- | --------------- | --- | --- |
|      | Стив Джонс                                                                             | 1988            | гитарное соло в «Anarchy in the U.K.» | So Far, So Good… So What!                                                                                  |
|      | Джимми Вуд                                                                             | 1994            | губная гармоника на «Train of Consequences» и «Elysian Fields» | Youthanasia                                                                                                |
|      | Хезер Кеклер                                                                           | 2001            | Spoken word на «The World Needs a Hero» и «1000 Times Goodbye» | The World Needs a Hero                                                                                     |
|      | Боб Финдли                                                                             | 2001, 2013      | Труба на «Silent Scorn», валторна на «A House Divided» | The World Needs a Hero (2001), Super Collider (2013)                                                       |
|      | Сьюзи Катайяма                                                                         | 2001            | струнные на «Promises» и «Losing My Senses» | The World Needs a Hero                                                                                     |
|      | Кен Мэри                                                                               | 2001            | Pro Tools | The World Needs a Hero                                                                                     |
|      | Крис Вренна                                                                            | 2001-2002       | Pro Tools | The World Needs a Hero и Killing is My Business… Ремастеринг                                               |
|      | Винни Колаюта                                                                          | 2004            | ударные, перкуссия | The System Has Failed (2004)                                                                               |
|      | Джимми Ли Слоас                                                                        | 2004            | бас-гитара | The System Has Failed (2004)                                                                               |
|      | Тим Акерс                                                                              | 2004            | клавишные | The System Has Failed (2004)                                                                               |
|      | Дарьен Беннет                                                                          | 2004            | дополнительный вокал на «Blackmail the Universe» | The System Has Failed (2004)                                                                               |
|      | Эрик Даркен                                                                            | 2004, 2016      | перкуссия | The System Has Failed (2004), Dystopia (2016)                                                              |
|      | Чарли Джадж                                                                            | 2004, 2016      | клавишные, оркестровые аранжировки | The System Has Failed (2004), Dystopia (2016)                                                              |
|      | Майкл Дэвис                                                                            | 2004            | звуковые эффекты | The System Has Failed (2004)                                                                               |
|      | Лэнс Дин                                                                               | 2004            | дополнительный вокал | The System Has Failed (2004)                                                                               |
|      | Скотт Харрисон                                                                         | 2004            | дополнительный вокал | The System Has Failed (2004)                                                                               |
|      | Селест Эмбер Монтаг                                                                    | 2004            | дополнительный вокал на «Blackmail the Universe» | The System Has Failed (2004)                                                                               |
|      | Джастис Мастейн                                                                        | 2004            | бэк spoken word вокал | The System Has Failed (2004)                                                                               |
|      | Ральф Патлан                                                                           | 2004            | дополнительный вокал, spoken word | The System Has Failed (2004)                                                                               |
|      | Крис Родригес                                                                          | 2004-2011, 2016 | бэк-вокал | The System Has Failed (2004), United Abominations (2007), Endgame (2009), Thirteen (2011), Dystopia (2016) |
|      | Роберт Вэйнбл                                                                          | 2004            | дополнительный вокал | The System Has Failed (2004)                                                                               |
|      | Джонатан Юдкин                                                                         | 2004            | струнные, банджо | The System Has Failed (2004)                                                                               |
|      | Аксель Макенротт                                                                       | 2007            | клавишные | United Abominations (2007)                                                                                 |
|      | Кристина Скаббия                                                                       | 2007            | бэк-вокал на «À Tout le Monde (Set Me Free)» | United Abominations (2007)                                                                                 |
|      | Бретт Калдас-Лима                                                                      | 2007            | spoken words вокал на «United Abominations» | United Abominations (2007)                                                                                 |
|      | Мари Солер                                                                             | 2007            | spoken words вокал на «United Abominations» | United Abominations (2007)                                                                                 |
|      | Крис Кленси                                                                            | 2009            | бэк-вокал | Endgame (2009)                                                                                             |
|      | Марк Ньюби-Робсон                                                                      | 2009            | клавишные на «The Hardest Part of Letting Go…Sealed with a Kiss» | Endgame (2009)                                                                                             |
|      | Дэвид Дрейман                                                                          | 2013            | вокал на «Dance in the Rain» | Super Collider (2013)                                                                                      |
|      | Яо Чжао                                                                                | 2013            | виолончель на «Dance in the Rain» | Super Collider (2013)                                                                                      |
|      | Том Каннигэм                                                                           | 2013            | фиддл на «The Blackest Crow», скрипка на «Dance in the Rain» | Super Collider (2013)                                                                                      |
|      | The Shannon Rovers Irish Pipe Band (Брайан Костелло, Шон Костелло, Мэри-Кейт Питерсон) | 2013            | волынки на «Built for War» | Super Collider (2013)                                                                                      |
|      | Электра Мастейн                                                                        | 2013            | бэк-вокал на «Forget to Remember» и «Beginning of Sorrow» | Super Collider (2013)                                                                                      |
|      | Сара Фелпс                                                                             | 2013            | бэк-вокал на «Beginning of Sorrow» | Super Collider (2013)                                                                                      |
|      | Уилли Джи                                                                              | 2013            | приглашённый оратор на «The Blackest Crow» | Super Collider (2013)                                                                                      |
|      | Фара Сирадж                                                                            | 2016            | вокал «The Threat Is Real» и «Poisonous Shadows» | Dystopia (2016)                                                                                            |
|      | Майлз Долеац                                                                           | 2016            | голос на «Conquer or Die!» | Dystopia (2016)                                                                                            |
|      | Блэйр Мастерс                                                                          | 2016            | клавишные и программирование | Dystopia (2016)                                                                                            |
|      | Стив Диджорджио                                                                        | 2022            | бас-гитара | The Sick, The Dying…The Dead (2022)                                                                        |
|      | Ice-T                                                                                  | 2022            | гостевой вокал на «Night Stalkers» | The Sick, The Dying…The Dead (2022)                                                                        |
|      | Сэмми Хагар                                                                            | 2022            | гостевой вокал на «This Planet’s on Fire» | The Sick, The Dying…The Dead (2022)                                                                        |
|      | Брэндон Рэй                                                                            | 2022            | дополнительный вокал на «The Sick, the Dying… and the Dead!», «Life in Hell», «Sacrifice», «Junkie», «Killing Time», «Soldier On!», «Célebutante», «Mission to Mars» and «We'll Be Back» | The Sick, The Dying…The Dead (2022)                                                                        |
|      | Роджер Лима                                                                            | 2022            | клавишные эффекты | The Sick, The Dying…The Dead (2022)                                                                        |
|      | Люлия Тихомирова                                                                       | 2022            | голоса на «Dogs of Chernobyl» | The Sick, The Dying…The Dead (2022)                                                                        |
|      | Билл Эллиот                                                                            | 2022            | голоса на «Junkie» | The Sick, The Dying…The Dead (2022)                                                                        |
|      | Джон Клемент                                                                           | 2022            | голоса на «Soldier On!» и «Mission to Mars» | The Sick, The Dying…The Dead (2022)                                                                        |
|      | The Marching Metal Bastards                                                            | 2022            | голоса на «Soldier On!» | The Sick, The Dying…The Dead (2022)                                                                        |
|      | Майла Каарина Рантанен                                                                 | 2022            | голоса на «Mission to Mars» | The Sick, The Dying…The Dead (2022)                                                                        |

### Концертные музыканты
| Фото | Имя          | Годы      | Инструменты | Примечания |
| ---- | ------------ | --------- | ----------- | --- |
|      | Керри Кинг   | 1984      | гитара      | Гитарист Slayer Керри Кинг выступал с группой, когда Мастейн стал вокалистом, но не присоединился к ней на постоянной основе из-за своих обязательств перед Slayer. |
|      | Тони Лореано | 2015-2016 | ударные     | Лореано заменял Криса Адлера, когда график последнего не позволял ему играть.                                                                                       |

## Составы
| Период                                        | Участники | Студийные релизы |
| --------------------------------------------- | --- | --- |
| Апрель — Июнь 1983 (как Fallen Angels)        | - Дэйв Мастейн — гитара - Мэтт Кисселштейн — бас-гитара - Лор Кейн — вокал - Робби Маккинни — гитара | нет - только репетиции |
| около Июня 1983 (как Megadeth)                | - Дэйв Мастейн — гитара - Мэтт Кисселштейн — бас-гитара - Лор Кейн — вокал - Робби Маккинни — гитара | нет - только репетиции |
| Июнь — Июль 1983                              | - Дэйв Мастейн — гитара - Лор Кейн — вокал - Дэвид Эллефсон — бас-гитара - Диджон Каррутерс — ударные | нет - только репетиции |
| Лето 1983                                     | - Дэйв Мастейн — соло-гитара - Лор Кейн — вокал - Дэвид Эллефсон — бас-гитара - Грэг Хэндевидт — гитара - Диджон Каррутерс — ударные | нет - только репетиции |
| Лето 1983                                     | - Дэйв Мастейн — соло-гитара - Лор Кейн — вокал - Дэвид Эллефсон — бас-гитара - Грэг Хэндевидт — гитара - Ричард Гирод — ударные | Неизданное демо |
| Июль — Август 1983                            | - Дэйв Мастейн — гитара - Дэвид Эллефсон — бас-гитара - Грэг Хэндевидт — гитара - Ричард Гирод — ударные | нет - только репетиции |
| Август — Сентябрь 1983                        | - Дэйв Мастейн — гитара - Дэвид Эллефсон — бас-гитара - Грэг Хэндевидт — гитара - Дижон Каррутерс — ударные | нет - только репетиции |
| Сентябрь — Ноябрь 1983                        | - Дэйв Мастейн — гитара - Дэвид Эллефсон — бас-гитара - Дижон Каррутерс — ударные - Джон Сайрис — вокал | нет - только репетиции |
| 1983                                          | - Дэйв Мастейн — гитара - Дэвид Эллефсон — бас-гитара, бэк-вокал - Ли Рауш — ударные - Билли Бондс — вокал | нет - только репетиции |
| Ноябрь — Декабрь 1983                         | - Дэйв Мастейн — гитара - Дэвид Эллефсон — бас-гитара - Брэтт Фредериксон — ударные | нет - только репетиции |
| Декабрь 1983 — Апрель 1984                    | - Дэйв Мастейн — гитара, фортепиано, вокал - Дэвид Эллефсон — бас-гитара, бэк-вокал - Ли Рауш — ударные - Керри Кинг — гитара (концерт) | нет – только концерты |
| Апрель -Декабрь 1984                          | - Дэйв Мастейн — гитара, фортепиано, вокал - Дэвид Эллефсон — бас-гитара, бэк-вокал - Гар Самуэльсон — ударные | нет – только концерты |
| Декабрь 1984 — Июль 1985                      | - Дэйв Мастейн — гитара, фортепиано, вокал - Дэвид Эллефсон — бас-гитара, бэк-вокал - Гар Самуэльсон — ударные - Крис Поланд — гитара | - Killing Is My Business... and Business Is Good! (1985)                                                                   |
| Июль — Октябрь 1985                           | - Дэйв Мастейн — гитара, фортепиано, вокал - Дэвид Эллефсон — бас-гитара, бэк-вокал - Гар Самуэльсон — ударные - Майк Альберт — гитара | нет – только живые выступления                                                                                             |
| Октябрь 1985 — Июнь 1987                      | - Дэйв Мастейн — гитара, фортепиано, вокал - Дэвид Эллефсон — бас-гитара, бэк-вокал - Гар Самуэльсон — ударные - Крис Поланд — гитара | - Peace Sells... but Who's Buying? (1986) - «These Boots Are Made for Walkin'» кавер (1987) (Саундтрек к фильму «Стиляги») |
| Июнь — Октябрь 1987                           | - Дэйв Мастейн — гитара, вокал - Дэвид Эллефсон — бас-гитара, бэк-вокал - Чак Белер — ударные (также концерты в апреле 1987) - Джей Рейнольдс — гитара | нет - только репетиции |
| Октябрь 1987 — Январь 1989                    | - Дэйв Мастейн — гитара, вокал - Дэвид Эллефсон — бас-гитара, бэк-вокал - Чак Белер — ударные - Джефф Янг — гитара | - So Far, So Good... So What! (1988)                                                                                       |
| Июль 1989 — Ноябрь 1989                       | - Дэйв Мастейн — гитара, вокал - Дэвид Эллефсон — бас-гитара, бэк-вокал - Ник Менца — ударные | «No More Mr. Nice Guy» cover (1989) Саундтрек к фильму Электрошок                                                          |
| Ноябрь 1989 — Февраль 1990                    | - Дэйв Мастейн — гитара, вокал - Дэвид Эллефсон — бас-гитара, бэк-вокал - Ник Менца — ударные, бэк-вокал - Крис Поланд — гитара | Rust in Peace демо |
| Февраль 1990 — Июль 1998                      | - Дэйв Мастейн — гитара, вокал - Дэвид Эллефсон — бас-гитара, бэк-вокал - Ник Менца — ударные, бэк-вокал - Марти Фридман — гитара, бэк-вокал | - Rust in Peace (1990) - Countdown to Extinction (1992) - Youthanasia (1994) - Cryptic Writings (1997)                     |
| Июль 1998 — Январь 2000                       | - Дэйв Мастейн — гитара, вокал - Дэвид Эллефсон — бас-гитара, бэк-вокал (концерты с декабря 1999) - Марти Фридман — гитара, бэк-вокал - Джимми Деграссо — ударные | - Risk (1999) |
| Январь 2000 — Апрель 2002                     | - Дэйв Мастейн — гитара, вокал - Дэвид Эллефсон — бас-гитара, бэк-вокал - Джимми Деграссо — ударные, бэк-вокал - Эл Питрелли — гитара, бэк-вокал | - The World Needs a Hero (2001)                                                                                            |
| Группа неактивна с апреля 2002 — октябрь 2003 | | |
| Октябрь 2003 — Май 2004                       | - Дэйв Мастейн — гитара, вокал (сессионно) - Крис Поланд — гитара (сессионно) - Джимми Ли Слоас — бас-гитара (сессионно) - Винни Колаюта — ударные (сессионно) | нет – только сессии |
| Май — Июль 2004                               | - Дэйв Мастейн — гитара, вокал (сессионно) - Крис Поланд — гитара (сессионно) - Джимми Ли Слоас — бас-гитара (сессионно) - Винни Колаюта — ударные (сессионно) - Тим Акерс — клавишные (сессионно) - Чарли Джадж — клавишные (сессионно) - Крис Родригес — бэк-вокал (сессионно) | - The System Has Failed (2004)                                                                                             |
| Июль — Сентябрь 2004                          | - Дэйв Мастейн — гитара, вокал - Ник Менца — ударные, бэк-вокал | нет – только репетиции |
| Сентябрь — Октябрь 2004                       | - Дэйв Мастейн — гитара, вокал - Ник Менца — ударные, бэк-вокал - Джеймс Макдонау — бас-гитара - Глен Дровер — гитара, бэк-вокал | нет – только репетиции |
| Октябрь 2004 — Февраль 2006                   | - Дэйв Мастейн — гитара, вокал - Джеймс Макдонау — бас-гитара - Глен Дровер — гитара, бэк-вокал - Шон Дровер — ударные | нет – только живые выступления                                                                                             |
| Февраль — Апрель 2006, Январь — Ноябрь 2007   | - Дэйв Мастейн — гитара, вокал - Глен Дровер — гитара, бэк-вокал - Шон Дровер — ударные - Джеймс Ломенцо — бас-гитара, бэк-вокал | нет – только живые выступления                                                                                             |
| Апрель 2006 - Январь 2007                     | - Дэйв Мастейн — гитара, вокал - Крис Родригес — бэк-вокал (сессионно) - Глен Дровер — гитара, бэк-вокал - Шон Дровер — ударные - Джеймс Ломенцо — бас-гитара, бэк-вокал - Аксель Макенротт — клавишные (сессионно)                                                              | - United Abominations (2007)                                                                                               |
| Ноябрь 2007 — Февраль 2010                    | - Дэйв Мастейн — гитара, вокал - Крис Родригес — бэк-вокал (сессионно) - Шон Дровер — ударные - Джеймс Ломенцо — бас-гитара, бэк-вокал - Крис Бродерик — гитара, бэк-вокал | - Endgame (2009) |
| Февраль 2010 — Ноябрь 2011                    | - Дэйв Мастейн — гитара, вокал - Крис Родригес — бэк-вокал (сессионно) - Шон Дровер — ударные - Крис Бродерик — гитара, бэк-вокал - Дэвид Эллефсон — бас-гитара, бэк-вокал | - Thirteen (2011) |
| Ноябрь 2011 — Ноябрь 2014                     | - Дэйв Мастейн — гитара, вокал - Шон Дровер — ударные - Крис Бродерик — гитара, бэк-вокал - Дэвид Эллефсон — бас-гитара, бэк-вокал | - Super Collider (2013) |
| Ноябрь 2014 — Апрель 2015                     | - Дэйв Мастейн — гитара, вокал - Дэвид Эллефсон — бас-гитара, бэк-вокал | нет – только репетиции |
| Апрель — Июль 2015                            | - Дэйв Мастейн — гитара, вокал - Дэвид Эллефсон — бас-гитара, бэк-вокал - Кико Лорейро — гитара, бэк-вокал - Крис Адлер — ударные - Чарли Джадж — клавишные (сессионно) - Блэйр Мастерс — клавишные (сессионно) - Крис Родригес — бэк-вокал (сессионно)                          | - Dystopia (2016) |
| Июль 2015 — Январь 2016                       | - Дэйв Мастейн — гитара, вокал - Дэвид Эллефсон — бас-гитара, бэк-вокал - Кико Лорейро — гитара, бэк-вокал - Крис Адлер — ударные - Чарли Джадж — клавишные (сессионно) - Крис Родригес — бэк-вокал (сессионно)                                                                  | - Dystopia (2016) |
| Январь — Июль 2016                            | - Дэйв Мастейн — гитара, вокал - Дэвид Эллефсон — бас-гитара, бэк-вокал - Кико Лорейро — гитара, фортепиано, бэк-вокал - Крис Адлер — ударные - Дирк Вербурен — ударные (концерт)                                                                                                | нет – только живые выступления                                                                                             |
| Июль 2016 — Май 2021                          | - Дэйв Мастейн — гитара, вокал - Дэвид Эллефсон — бас-гитара, бэк-вокал - Кико Лорейро — гитара, фортепиано, бэк-вокал - Дирк Вербурен — ударные | нет – только живые выступления                                                                                             |
| Май — Июнь 2021                               | - Дэйв Мастейн — гитара, вокал, бас-гитара - Кико Лорейро — гитара, фортепиано, бэк-вокал, флейта - Дирк Вербурен — ударные | - The Sick, the Dying... and the Dead! (2022)                                                                              |
| Июнь — Август 2021                            | - Дэйв Мастейн — гитара, вокал - Кико Лорейро — гитара, фортепиано, бэк-вокал - Дирк Вербурен — ударные - Стив Диджорджио — бас-гитара (сессионно) | - The Sick, the Dying... and the Dead! (2022)                                                                              |
| Август — Декабрь 2021                         | - Дэйв Мастейн — гитара, вокал - Кико Лорейро — гитара, фортепиано, бэк-вокал, флейта - Дирк Вербурен — ударные - Стив Диджорджио — бас-гитара (сессионно) - Джеймс Ломенцо — бас-гитара, бэк-вокал (концерты)                                                                   | - The Sick, the Dying... and the Dead! (2022)                                                                              |
| Декабрь 2021 — Ноябрь 2023                    | - Дэйв Мастейн — гитара, вокал - Кико Лорейро — гитара, фортепиано, бэк-вокал - Дирк Вербурен — ударные - Джеймс Ломенцо — бас-гитара, бэк-вокал (концерты/сессионно до мая 2022) - Теэму Мянтюсаари — гитара, бэк-вокал (концерты сентября 2023)                                | - «Delivering the Goods» (сингл) (2022)                                                                                    |
| Ноябрь 2023 — настоящее                       | - Дэйв Мастейн — гитара, вокал - Дирк Вербурен — ударные - Джеймс Ломенцо — бас-гитара, бэк-вокал - Теэму Мянтюсаари — гитара, бэк-вокал | |